# Bird (filme)
Bird (bra: Bird; prt: Bird: O Fim do Sonho) é um filme estadunidense de 1988, dirigido por Clint Eastwood e com roteiro de Joel Oliansky.

## Sinopse
Trata-se de uma biografia e tributo ao músico do saxofone Charlie Parker.

## Elenco
- Forest Whitaker.... Charlie 'Bird' Parker
- Diane Venora.... Chan Parker
- Michael Zelniker.... Red Rodney
- Samuel E. Wright.... Dizzy Gillespie
- Keith David.... Buster Franklin
- Michael McGuire.... Brewster
- James Handy.... Esteves
- Damon Whitaker.... jovem Bird
- Tony Todd... Frog

## Principais prêmios
O filme foi vencedor do Oscar de melhor som em 1989.
Foi premiado no Festival de Cannes de 1988 na categoria de melhor ator (Forest Whitaker), além de receber um prêmio técnico pela qualidade de sua trilha sonora.
Clint Eastwood recebeu o Globo de Ouro de 1989 na categoria de melhor diretor.